# Heminothrus skoettsbergi
Heminothrus skoettsbergi är en kvalsterart som först beskrevs av Trägårdh 1931.  Heminothrus skoettsbergi ingår i släktet Heminothrus och familjen Camisiidae.

## Underarter
Arten delas in i följande underarter:
- H. s. skoettsbergi
- H. s. expansus